# Jatropheae
Jatropheae, biljni tribus iz porodice mlječikovki. Obuhvaća 4 ili više rodova (8) iz Afrike i Amerike. Dio je potporodice Crotonoideae.

## Rodovi
1. Jatropha L. (191 spp.)
2. Chlamydojatropha Pax & K. Hoffm. (1 sp.)
3. Joannesia Vell. (2 spp.)
4. Vaupesia R. E. Schult. (1 sp.)

Neki autori uključuju u nju i rodove:
- Annesijoa Pax & K.Hoffm.
- Deutzianthus Gagnep.
- Leeuwenbergia Letouzey & N.Hallé
- Oligoceras Gagnep.

## Vanjske poveznice
|  | Zajednički poslužitelj ima još gradiva o temi Jatropheae |
|  | Wikivrste imaju podatke o taksonu Jatropheae             |